# Saint-Maurice-Crillat

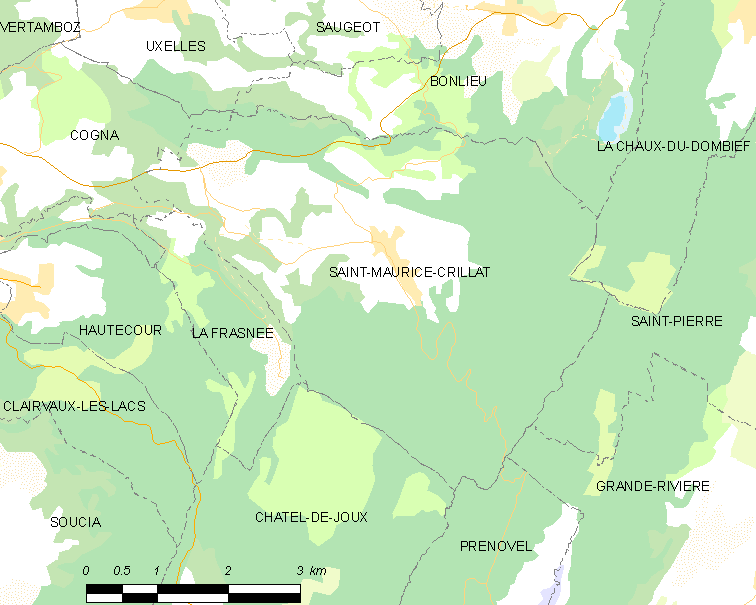

Saint-Maurice-Crillat ist eine französische Gemeinde mit 242 Einwohnern (Stand: 1. Januar 2022) im Département Jura in der Region Bourgogne-Franche-Comté.

## Geographie
Saint-Maurice-Crillat liegt auf 760 m, etwa 25 Kilometer ostsüdöstlich der Stadt Lons-le-Saunier (Luftlinie). Das Dorf erstreckt sich im Jura, auf einem sanft nach Westen geneigten Hochplateau östlich des Ain-Tals, am Fuß der Ketten des Hochjura mit der Forêt de Prénovel.
Die Fläche des 20,79 km² großen Gemeindegebiets umfasst einen Abschnitt des französischen Juras. Der westliche Teil des Gebietes wird von der Hochfläche von Saint-Maurice eingenommen, die durchschnittlich auf 750 m liegt, leicht nach Westen geneigt ist und nur geringe Reliefunterschiede aufweist. Begrenzt wird diese Hochfläche im Südwesten durch das tief eingeschnittene Tal des Drouvenant, wobei die Gemeindegrenze meist oberhalb des Steilhangs verläuft. Im Norden von Saint-Maurice ragt eine Krete weit nach Westen auf das Plateau hinaus. Nördlich davon befindet sich das Tal des Ronay, eines Seitenbachs der Sirène. Der Bach bildet die Nordgrenze der Gemeinde. 
Während das Plateau von Saint-Maurice ein lockeres Gefüge von Wiesland, Ackerland und wenig Wald zeigt, erstrecken sich im östlichen Teil ausgedehnte und zum Teil unwegsame Waldgebiete. Dazu gehören die Forêt de la Crochère im Süden des Dorfes sowie Forêt de Prénovel, Bois de Trémontagne und Bois des Mouillères im Osten. Sie bedecken einen breiten Höhenrücken, der gemäß der Streichrichtung des Faltenjuras in diesem Gebiet in Südsüdwest-Nordnordost-Richtung orientiert ist. Mit 1135 m wird auf dem Kamm des Bois des Mouillères die höchste Erhebung von Saint-Maurice-Crillat erreicht.
Die Doppelgemeinde Saint-Maurice-Crillat besteht aus folgenden Dörfern:
- Saint-Maurice (760 m) auf dem Plateau
- Crillat (7670 m) am Rand des Plateaus östlich des Drouvenant-Tals
- Trétu (750 m) nördlich des Kamms von Saint-Maurice über dem Tal des Ronay

Nachbargemeinden von Saint-Maurice-Crillat sind Bonlieu im Norden, La Chaux-du-Dombief und Saint-Pierre im Osten, Grande-Rivière Château, Nanchez und Châtel-de-Joux im Süden sowie La Frasnée und Cogna im Westen.

## Geschichte
Bis im Jahr 1298 gehörte Saint-Maurice zu den Herrschaften von Clairvaux und Crillat, danach bildete es mit Crillat eine eigene Herrschaft. Im frühen 14. Jahrhundert wurden Saint-Maurice gewisse Freiheitsrechte zugesprochen. Zusammen mit der Franche-Comté gelangte das Dorf mit dem Frieden von Nimwegen 1678 an Frankreich.
Während der Französischen Revolution trug der Ort den Namen Mont Fleury. Zu Gebietsveränderungen und weiteren Namensänderungen kam es im 19. und 20. Jahrhundert. 1822 wurde das vorher selbständige Trétu nach Saint-Maurice eingemeindet. Um Verwechslungen mit anderen Gemeinden desselben Namens zu vermeiden, wurde Saint-Maurice 1938 offiziell in Saint-Maurice-en-Montagne umbenannt. Als 1972 die Fusion mit Crillat vollzogen wurde, erhielt die neue Gemeinde den Doppelnamen Saint-Maurice-Crillat.

## Sehenswürdigkeiten
Die Pfarrkirche von Saint-Maurice wurde im 17. Jahrhundert in gotischen Stilformen neu erbaut. Sie besitzt eine reiche Ausstattung aus der Erbauungszeit. Die Ruinen eines Bergfriedes aus dem 16. Jahrhundert sind erhalten. In Crillat befinden sich eine Kapelle und Überreste der mittelalterlichen Burg aus dem 13. Jahrhundert.

## Bevölkerung
| Jahr                       | 1962 | 1968 | 1975 | 1982 | 1990 | 1999 | 2007 | 2018 |
| Einwohner                  | 236  | 259  | 220  | 212  | 225  | 209  | 208  | 239  |
| Quellen: Cassini und INSEE |      |      |      |      |      |      |      |      |

Nachdem die Einwohnerzahl in der ersten Hälfte des 20. Jahrhunderts deutlich abgenommen hatte (1881 wurden noch 402 Personen gezählt), wurden seit Beginn der 1970er Jahre nur noch geringe Schwankungen verzeichnet.

## Wirtschaft und Infrastruktur
Saint-Maurice-Crillat war bis weit ins 20. Jahrhundert hinein ein vorwiegend durch die Landwirtschaft, insbesondere Viehzucht und Milchwirtschaft, sowie durch die Forstwirtschaft geprägtes Dorf. Daneben gibt es heute einige Betriebe des lokalen Kleingewerbes. Mittlerweile hat sich das Dorf auch zu einer Wohngemeinde gewandelt. Viele Erwerbstätige sind Wegpendler, die in den größeren Ortschaften der Umgebung ihrer Arbeit nachgehen.
Die Ortschaft liegt abseits der größeren Durchgangsstraßen, ist aber von der Hauptstraße N78, die von Lons-le-Saunier nach Saint-Laurent-en-Grandvaux führt, leicht erreichbar. Weitere Straßenverbindungen bestehen mit La Frasnée und Prénovel.